# هندسة كروية

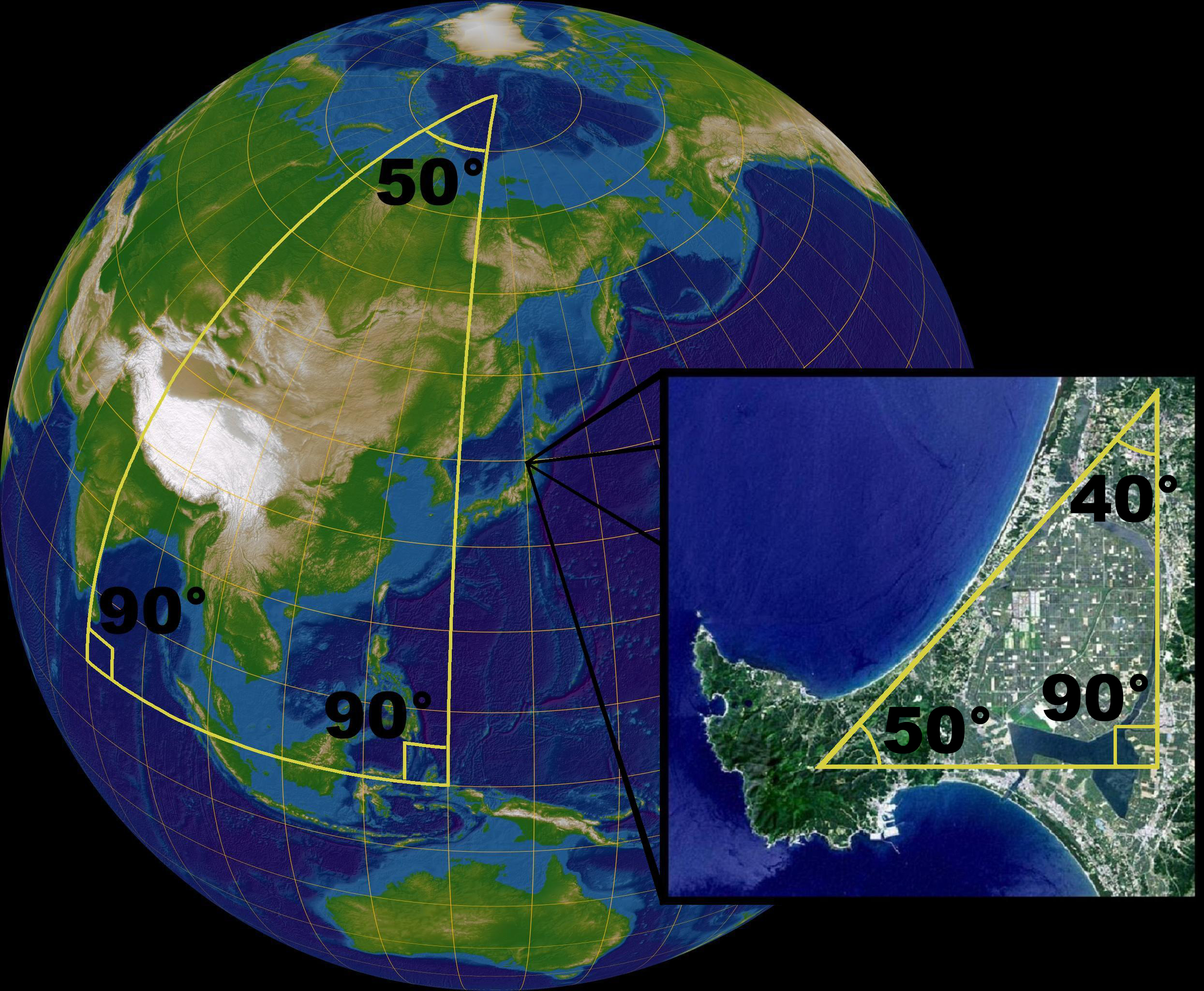
على سطح الكرة لا يساوي مجموع زوايا أي مثلث 180 درجة.

الهندسة الكروية هو فرع الهندسة الرياضية الذي يدرس السطح الثنائي البعد للكرة. يعتبر فرعاً من الهندسة اللاإقليدية. هناك تطبيقان عمليان للهندسة الكروية في الملاحة وعلم الفلك.
في الهندسة المستوية، النقاط والمستقيمات هي المبادئ الأساسية. على سطح الكرة، تعرف النقاط كالعادة. أما ما يقابل المستقيم على سطح الكرة فهو ما يدعى بأقصر مسافة بين نقطتين، والذي يطلق عليه اسم جيوديسي geodesic.
على سطح الكرة يكون مجموع الزوايا الداخلية لأي مثلث دائما أكبر من 180 درجة.
إن الهندسة الكروية هي أبسط أشكال الهندسة الإهليليجية، والتي فيها لا يمكن لأي مستقيم أن يكون له من مواز من أي نقطة لا تقع عليه.
- المثلثات الكروية: للمثلث الكروي ستة عناصر، واضلاع المثلث الكروي هي اقواس من دوائر عظمى، توجد مثلثات كروية مجموع زواياها أكثر من 180 درجة، لكن لاتوجد مثلثات كروية مجموع زواياها أكثر من 360 درجة.